# 국제협력봉사요원
- 현재 신규 선발이 중단되어 폐지되었다.
- 대한민국 외교통상부 산하 한국국제협력단에서 모집하는 해외봉사단원 중에서 일부 인원(1년 1회)을 국제협력봉사요원의 방식으로 모집한다.
- 상근예비역, 사회복무요원, 국제협력봉사요원, 예술체육요원은 “피부양자”로 간주된다. 즉 가족 중 타인이 부양해주어야 하며, 그럴 형편이 못 되는 경우 전시근로역으로 감면해주는 것이다.[1]
- 2012년부터 공익근무요원이란 단어는 삭제되고, 그 중 행정관서요원은 사회복무요원으로 바뀌고, 공익근무요원 중 국제협력봉사요원과 예술체육요원은 사회복무제도 하에 별도로 독립된다.[2]
- 2014년 이후 보충역의 대체복무 중 하나인 사회복무요원 중 사회서비스 업무 이외, 즉 행정 지원 업무와 국제협력봉사요원에 대하여 신규 배정이 중단된다. 2013년까지는 배정될 예정이다.[3]
  - 지방자치단체 산하 시청, 구청, 소방서 등의 경우 사회복지, 보건의료, 교육문화, 환경안전으로서 계속 배정되어 2014년에 폐지 시점 결정, 최대 2026년까지 존속된다.
  - 또한 이 외 모든 보충역의 대체복무, 즉 예술체육요원, 전문연구요원, 전문봉사요원(공중보건의사,  징병검사전담의사, 공중방역수의사, 공익법무관)의 존치여부가 2014년에 재논의되어, 늦어도 2026년 이전에는 폐지된다.
  - 그 외 산업기능요원과 승선근무예비역은 그보다 앞서 2015년에 폐지된다.
  - 그러나 산업기능요원 폐지가 중소기업 등 수요 측의 반발에 의해 계속 유보되고 있어 언제 폐지된다고 확답하긴 힘든 상황이다.
- 따라서 늦어도 2026년 이후에는 보충역이 폐지되어, 병역 구분이 현역과 제2국민역으로 2원화 된다. (그 외로는 '병역면제')

## 근무
라오스, 베트남, 인도네시아, 스리랑카, 탄자니아, 페루 등 개발도상국에 파견돼 태권도, 컴퓨터, 자동차정비, 작물재배 등의 분야에서 대한민국의 선진기술을 전수하고 의료봉사활동 등 한국국제협력단(KOICA)이 파견하는 한국해외봉사단원으로도 활동하게 된다.

## 지원 자격
현역병 입영 대상자 또는 사회복무요원 소집 대상자 중에서,
- 국제협력 업무수행에 필요한 지식․기술 또는 기능을 가진 사람.
- 국제협력봉사요원으로서의 신념․자질․적성을 가진 사람.
- 여권법 규정에 의한 여권 발급 제한사유가 없는 사람.
- 출입국관리법 규정에 의한 출국금지 사유가 없는 사람.

## 선발 절차
서류전형으로 지원자의 지원직종 적합성(전공․자격증․경력 등)과 지원 자격상의 결격사유 여부를 확인한 후 각 직종별로 선발 예정 인원의 5배수 이내 인원을 1차 선발하고, 2차 시험은 영어(필기․회화), 논술․기술면접(인성검사 포함)을 실시하며, 3차 시험은 면접으로 지원자의 지원동기․성격․봉사자로서의 기본자세와 소양 등을 종합적으로 점검, 신체검사, 신용조회를 거쳐 최종 선발하게 된다.

## 복무 절차
국제협력봉사요원으로 선발된 현역입영 대상자는 보충역으로 편입시킨 후 군부대에서 4주간의 기초군사교육을 실시하게 되며, 이후 소집해제 시까지 외교통상부 장관의 지휘․감독 아래 해외파견을 위한 소정의 직무교육 등을 마친 후 해외봉사활동을 수행하게 된다.

## 복무 기간
소집된 날로부터 30개월이다. 국내에서 기초군사교육 4주, 해외봉사단 국내교육(합숙) 5주, 현지적응교육(국외) 7주~2개월(파견국가별로 상이), 해외봉사활동(국외)에서는 통상 2년 간 근무하게 되며 복무기간이 만료되면 병역법시행령 제68조에 의거하여 사회복무요원 소집이 해제된다.

## 의무사항
- 근무지이탈 금지(근무지 무단이탈 시 소환조치)
- 국제협력 이외 업무종사 금지
- 국익 손상이나 국가 이익에 반하는 행위 금지
- 정치활동 금지
- 성실복무

## 같이 보기
- 사회복무요원, 상근예비역
- 사회복무제도, 대한민국 예비군, 대한민국 민방위대
- 징병제, 대한민국의 병역 제도, 징병검사, 모병제
- 육군훈련소, 대한민국 국군, 국방개혁 2020
- 공무원, 경찰관 계급, 대한민국 소방공무원의 계급 목록소방관 계급
- 병력에 따른 나라 목록, 군대가 없는 나라 목록